# غيل السليماني (الحيمة الداخلية)

تعديل مصدري - تعديل

غيل السليماني هي إحدى قرى عزلة بني الحذيفي بمديرية الحيمة الداخلية التابعة لمحافظة صنعاء، بلغ تعداد سكانها 67 نسمة حسب تعداد اليمن لعام 2004.